# Alderaan
Alderaan je fiktivní planeta ze světa Star Wars, která byla zničena ve čtvrté epizodě první hvězdou smrti, když byla vybrána jako cíl demonstrace síly na rozkaz Wilhuffa Tarkina. Od té doby je na místě někdejšího světa Alderaan jen pás asteroidů.
Z této země pochází několik hlavních postav z filmové série i z navazujících děl: princezny Leiy, Baila Organy, a také Ulica Qel-Dromy a Attona Randa, kteří žili zhruba 4 tisíce let BBY. Alderaan se objevil ve dvou ze šesti filmů Star Wars, a to ve Star Wars: Epizoda IV – Nová naděje (1977) a ve Star Wars: Epizoda III – Pomsta Sithů (2005).

## Popis světa
Alderaan byl třpytícím klenotem Centrálních světů s krásnou přírodou, kterou tvořily rozsáhlé stepi, protkané mohutnými veletoky, a majestátní horské hřbety a hřebeny, na nichž rostly tisíce rozmanitých odrůd trav a desetitisíce druhů bylin. Většinu povrchu však pokrýval nevýrazný oceán a hlavně vnitrozemská moře. Obyvatelstvo krásy své přírody chránilo a svá města budovala s citem, ekologicky a tak, aby byly budovy v souladu s okolní krajinou. Například město Crevasse bylo celé vybudované na skalních stěnách v hlubokém kaňonu a je prakticky neviditelné zvrchu.
Alderaan byl známý především svou mírumilovností, úrovní vzdělanosti a rozvinutou filozofií. Univerzita v Aldeře patřila k nejvýznamnějším v galaxii. Dále specifickou kuchyní díky druhové rozmanitosti bylin i fauny, a také slavným alderaanským vínem.
Vládu nad světem držel vládnoucí rod, tedy Alderaan byl konstituční monarchií, v níž monarcha stál v čele Nejvyššího dvora a Nejvyšší rady Alderaanu. Dle tradic zasedal následník trůnu jako řadový člen Nejvyšší rady po boku členů dalších mocných šlechtických rodů, nebo sloužil v galaktickém resp. imperiálním senátu na Coruscantu jako senátor za Alderaan.

## Historie
Alderaan byl domovinou pro záhadný inteligentní druh hmyzích lidí zvaných Kilikové, kteří zde žili před zhruba milionem let BBY. Stavěli gigantická mraveniště, z nichž se mnoho dochovalo až do dob impéria, nejvýznamnější památkou na Kiliky, kteří jednoho dne po vyčerpání přírodních zdrojů záhadně zmizeli, byla oblast Castle Lands. Opuštěný svět poté kolem roku 27500 BBY kolonizovali lidé z Coruscantu, kteří vybudovali mírumilovnou a vzdělanou společnost dbající o netknutost přírody.
V roce 25053 BBY se Alderaan stal zakládajícím členem Republiky a také jedním z průkopníků používání hyperpohonu pro průzkum blízkého vesmíru. V letech kolem roku 3660 BBY, kdy probíhala velká galaktická válka, byla mírumilovnost světa značně narušena sithskou invazí a po jejich vyhnání se společnost značně zmilitarizovala a zradikalizovala k nepoznání. Alderaanci proti Sithům bojovali velmi urputně a v roce 3653 BBY, když došlo k nešťastnému přepadení Coruscantu během mírových rozhovorů mezi Republikou a Impériem, které se konaly zrovna na Alderaanu, se svět od Republiky odtrhl na protest proti přijetí nevýhodných podmínek míru. Korunní princ a senátor Gaul Panteer byl však tehdy zavražděn a následkem toho se Alderaan utopil ve vleklé občanské válce.
Během klonových válek stál Alderaan v čele se senátorem Bailem Organou ostře proti vojenskému zákonu, jenž vytvořil republikovou klonovou armádu. Po vzniku Impéria bylo zničeno zdejší jedijské praxeum a na planetu se stáhli přeživší z Camaasu, který nechal císař kompletně zničit. Na Alderaanu se často protestovalo proti imperiálnímu militarismu a planeta se stala relativně bezpečným útočištěm disidentů a těch, co nesouhlasili s impériem. Po vzniku Aliance rebelů se mnoho alderaanských mládenců i zkušených vojáků přidalo do této protiimperiální armády i přesto, že mnozí měli stále v paměti hrůzy klonových válek. Po jejich skončení byly právě na Alderaanu zničeny nebo demontovány všechny těžké zbraně planetární obrany a ty, jež zůstaly funkční, byly před impériem schovány na lodi Another Chance, jež byla vystřelena do náhodného místa v hyperprostoru a vrátit se mohla pouze na dálkový příkaz Nejvyšší rady. Ta však nic takového nestihla udělat.
V roce 0 BBY byl totiž Alderaan vybrán kvůli vzpouře Baila Organy a zajetí jeho adoptivní dcery Leiy jako cíl demonstrace síly hvězdy smrti. Wilhuff Tarkin výstřel provedl navzdory protestům a prosbám princezny Leiy, že nemají zbraně. Paprsek hvězdy část planety přesunul do hyperprostoru, čímž vyvolal její novu, smrt 2 miliard obyvatel a také velmi silné narušení v Síle, které ucítil Obi-Wan Kenobi, jenž v tu dobu cestoval na pašerácké lodi Millennium Falcon právě sem. Zničení Alderaanu za sebou zanechalo mohutný pás asteroidů a také celé armády nových rekrutů do řad rebelů, včetně drtivé většiny alderaanského personálu v imperiální armádě. Některé světy od středního po vnější pás galaxie navíc v reakci na tuto událost otevřeně povstaly proti Impériu.
Těch několik tisíc přeživších se nakonec přesídlilo na nedávno objevený svět zvaný Nový Alderaan, jehož přesnou polohu Nová Republika úzkostlivě tajila. Pás asteroidů po Alderaanu začali nazývat pohřebištěm a obyvatelé se sem pravidelně už pár měsíců po zničení tohoto světa vraceli kvůli provedení obřadu, při němž zde obětovali svým zemřelým kamarádům a rodinám i všem obyvatelům dary, což se Impériu pranic nelíbilo.